# Carloforte
Carloforte település Olaszországban, Szardínia régióban, Carbonia-Iglesias megyében. Lakosainak száma 5925 fő (2023. január 1.).

## Népesség
A település népessége az elmúlt években az alábbi módon változott:
| Lakosok száma | 6211 | 6173 | 5925 |
|               | 2017 | 2018 | 2023 |